# Beverwijk
Beverwijk este o comună și o localitate în provincia Olanda de Nord, Țările de Jos. 

## Localități componente
Beverwijk, Wijk aan Zee.